# Morita (Togo)
Pour les articles homonymes, voir Morita.
Morita est une ville du Togo située dans la préfecture d'Est-Mono dans la région des plateaux.

## Transport
Il a été proposé de construire une station reliant cette ville au réseau ferroviaire national.[Quand ?]